# St. Joseph (Köln-Braunsfeld)

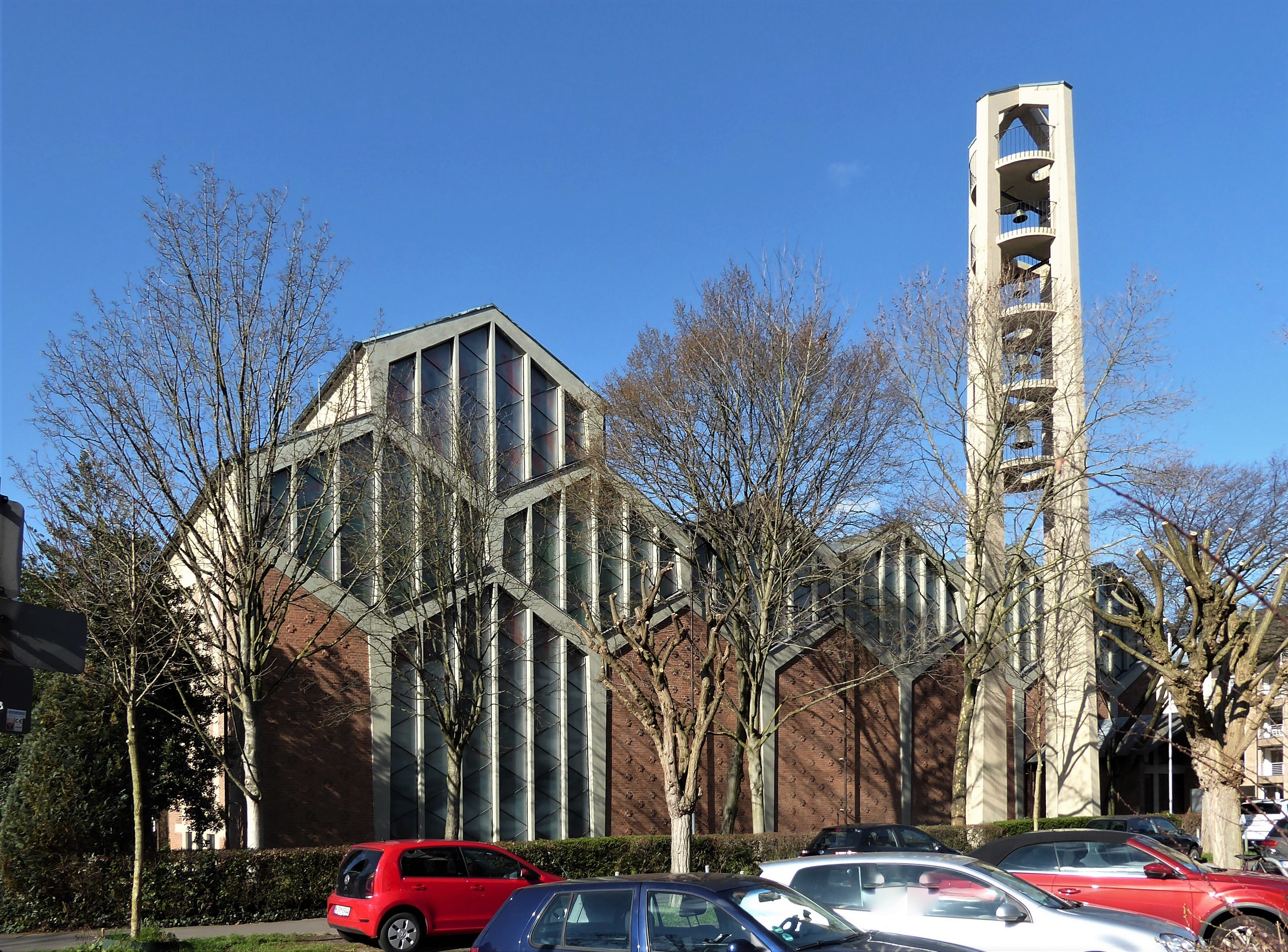
Außenansicht mit freistehendem Glockenturm (Foto: 2023)

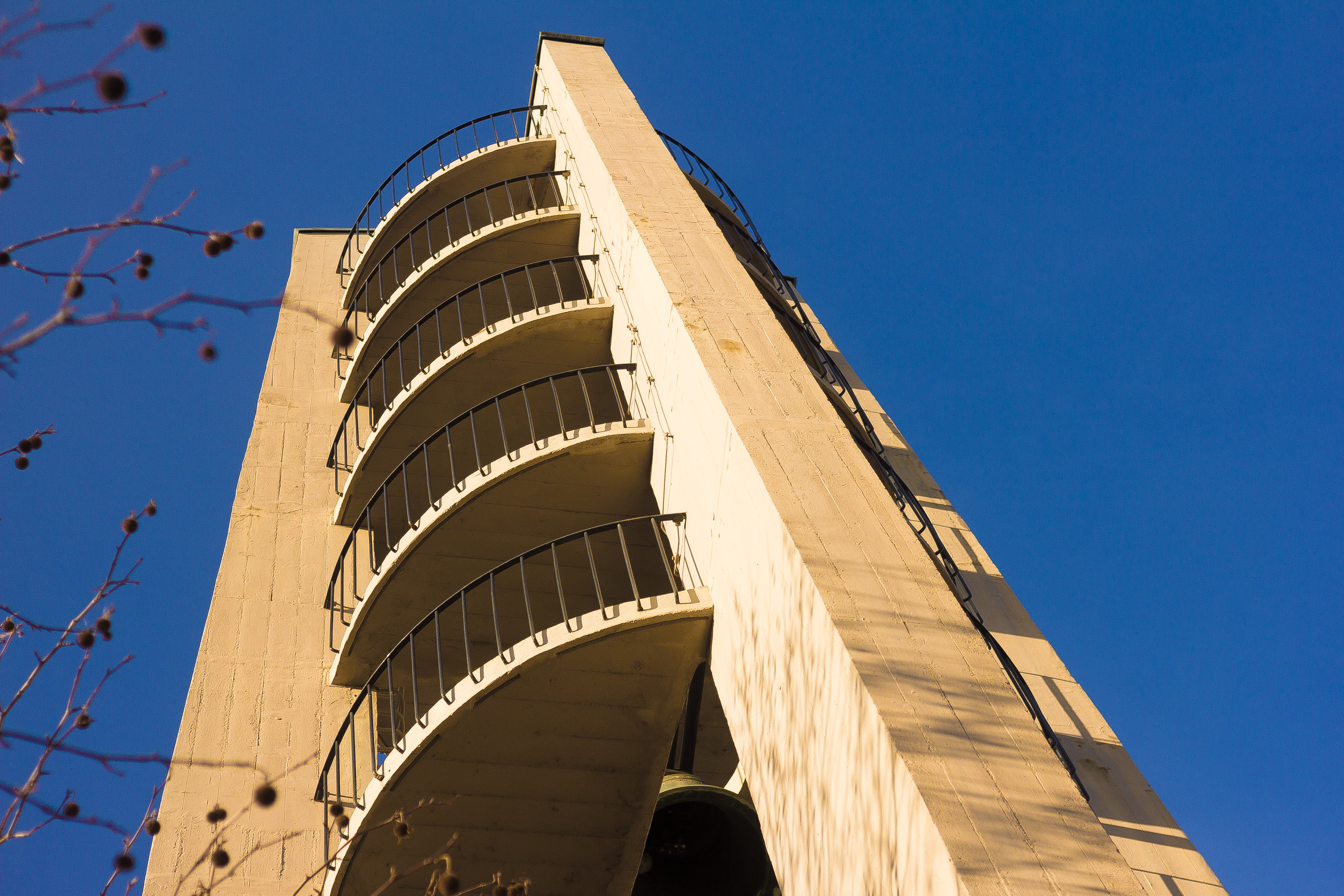
Struktur des Glockenturms (Foto: 2012)

St. Joseph ist eine römisch-katholische Kirche der Gemeinde St. Pankratius im Kölner Stadtteil Braunsfeld, die in den Jahren 1952 bis 1954 nach Plänen der Architekten Rudolf Schwarz und Joseph Bernard erbaut und im September 1954 geweiht wurde. Die Kirche steht unter dem Patrozinium des Heiligen Josef von Nazareth und ist seit 1999 denkmalgeschützt.

## Vorgeschichte, Vorgängerbau und Neubau
Braunsfeld war ein in der zweiten Hälfte des 19. Jahrhunderts angewachsener Siedlungsraum, der 1888 als Stadtteil in die Stadt Köln eingemeindet wurde. Pfarrlich zur Gemeinde Kriel-Lindenthal gehörig, bestand es sowohl aus Arbeitersiedlungen der hier beheimateten Ziegelei als auch – mit Anlage eines Stadtwaldes – neueren bürgerlichen Wohnvierteln. Der 1897 gegründete St.-Josephs-Kirchbauverein plante also ab 1904 eine eigene Kirche in diesem Viertel, welche 1906 zur Ausführung kam. Die dreischiffige Basilika bot nur Platz für etwa 100 Gemeindemitglieder der ab 1915 selbständigen Pfarrgemeinde. Von 1924 bis 1937 war der spätere Kardinal Josef Frings hier als Pfarrer tätig und veranlasste u. a. eine Neufassung des Innenraums nach Entwürfen von Peter Hecker. Die Kirche wurde jedoch 1944 durch Luftangriffe während des Zweiten Weltkrieges zerstört.
Nachdem in den ersten Nachkriegsjahren unterschiedliche Örtlichkeiten als Notkirche genutzt worden waren, schrieb man im Oktober 1952 einen Wettbewerb mit vier Teilnehmern aus, aus dem Rudolf Schwarz und Joseph Bernard mit einem ihrer Entwürfe als Sieger hervorgingen. Von diesem Entwurf wurde für den endgültigen Bau etwas abgewichen, so etwa musste ein völlig neuer Entwurf für den Glockenturm erstellt werden. Noch im April vor der Grundsteinlegung am 10. Mai 1953 hatte Kardinal Frings eine Erweiterung um eine Beicht- und eine Taufkapelle angeregt, welche auch umgesetzt wurde. Selbst nach dem Richtfest gab es noch Umplanungen, diesmal entschied die Gemeinde, den Turm vom ursprünglich geplanten Ort an den jetzigen Platz vor der Eingangshalle zu versetzen.
Am 19. September 1954 nahm Kardinal Frings die Weihe der Kirche vor. Eine Orgel wurde 1956 als letztes Element der Erstausstattung eingebaut.
Eine wesentliche Änderung des Innenraums veranlasste die Gemeinde – anscheinend ohne Abstimmung mit dem Büro Schwarz – in den Jahren 1967/1968, indem sie farbige Glasfenster von Georg Meistermann einbauen ließ. Zusätzlich erhielt die bis dahin weiße Decke eine dunkelblaue Fassung. Der bis dahin farblich zurückhaltende, sehr helle Kirchenraum mit den schlichten Weißglasfenstern war bereits seit 1960 in die Diskussion geraten; der Pfarrer wird mit den Worten zitiert „man kommt mit Sonnenbrille in den Gottesdienst!“.
Am 2. Juli 1999 wurde St. Joseph unter der Nummer 8410 in die Denkmalliste der Stadt Köln aufgenommen. Eine 2001 durchgeführte umfassende Renovierung der Kirche durch das Büro Schwarz & Partner – mit Architektin Maria Schwarz als Urheberrechtsinhaberin des ursprünglichen Entwurfs – behielt die Fassung von 1968 bei.

## Baubeschreibung

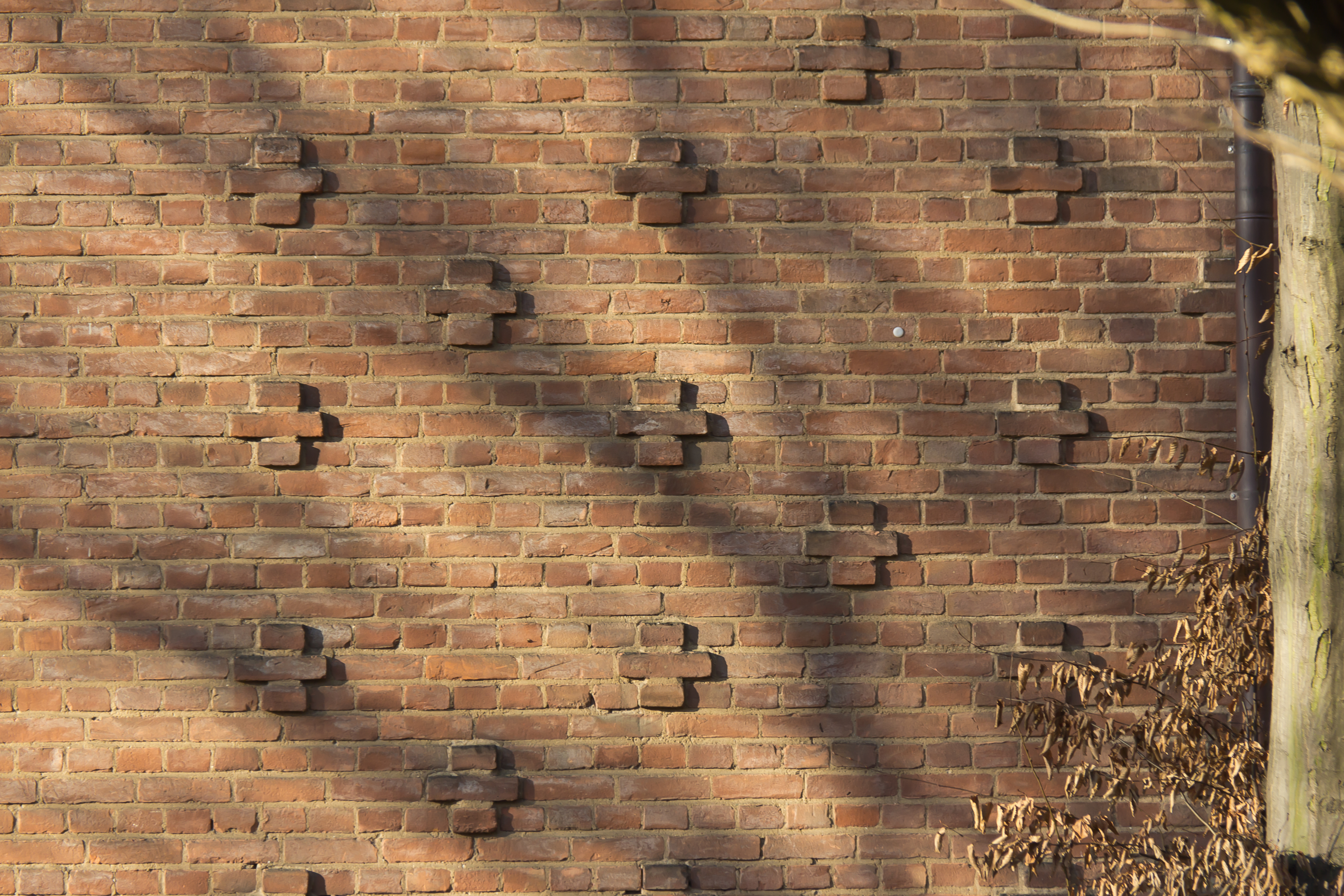
Backsteinmauerwerk mit ornamental vorspringenden Steinen in Kreuzform (Foto: 2012)

Die Kirche St. Joseph steht nach drei Seiten frei auf einem Grundstück zwischen drei Straßen in Braunsfeld. Aufgrund der Grundstückslage ist sie nach Süden ausgerichtet.
Es handelt sich um einen längsrechteckigen Betonskelettbau mit sechsfach, quer zur Längsrichtung ausgerichteten, „gezacktem“ Satteldach, dessen Giebel von hexagonalen Fensterflächen ausgefüllt werden. Diese werden von je einer Y-förmigen, sich nach unten verjüngenden Betonstütze pro Seite „in der Schwebe“ gehalten. Zwischen dem ersten und zweiten südlichen Dachfirst kennzeichnet ein zusätzlicher Aufbau mit einer weiteren Fenster-„Wabe“ den innenliegenden Altarbereich. An dieser Stelle füllen statt Mauerwerk auf beiden Seiten des Gebäudes Fensterflächen bis zum Boden hinab die Gefache zwischen den Betonstützen. Das Backsteinmauerwerk zwischen dem Betonskelett ist leicht zurückgesetzt und bildet über alle Flächen kleine gemauerte Kreuze aus. Auch an den fensterlosen Schmalseiten des Baus sind die Betonstützen bewusst hervorgehoben.
An die Westseite schließt sich ein an einen Kreuzgang erinnernder eingeschossiger Anbau an, der um einen Innenhof gruppiert ist. Er beherbergt Sakristei, Beicht- und Taufkapelle.

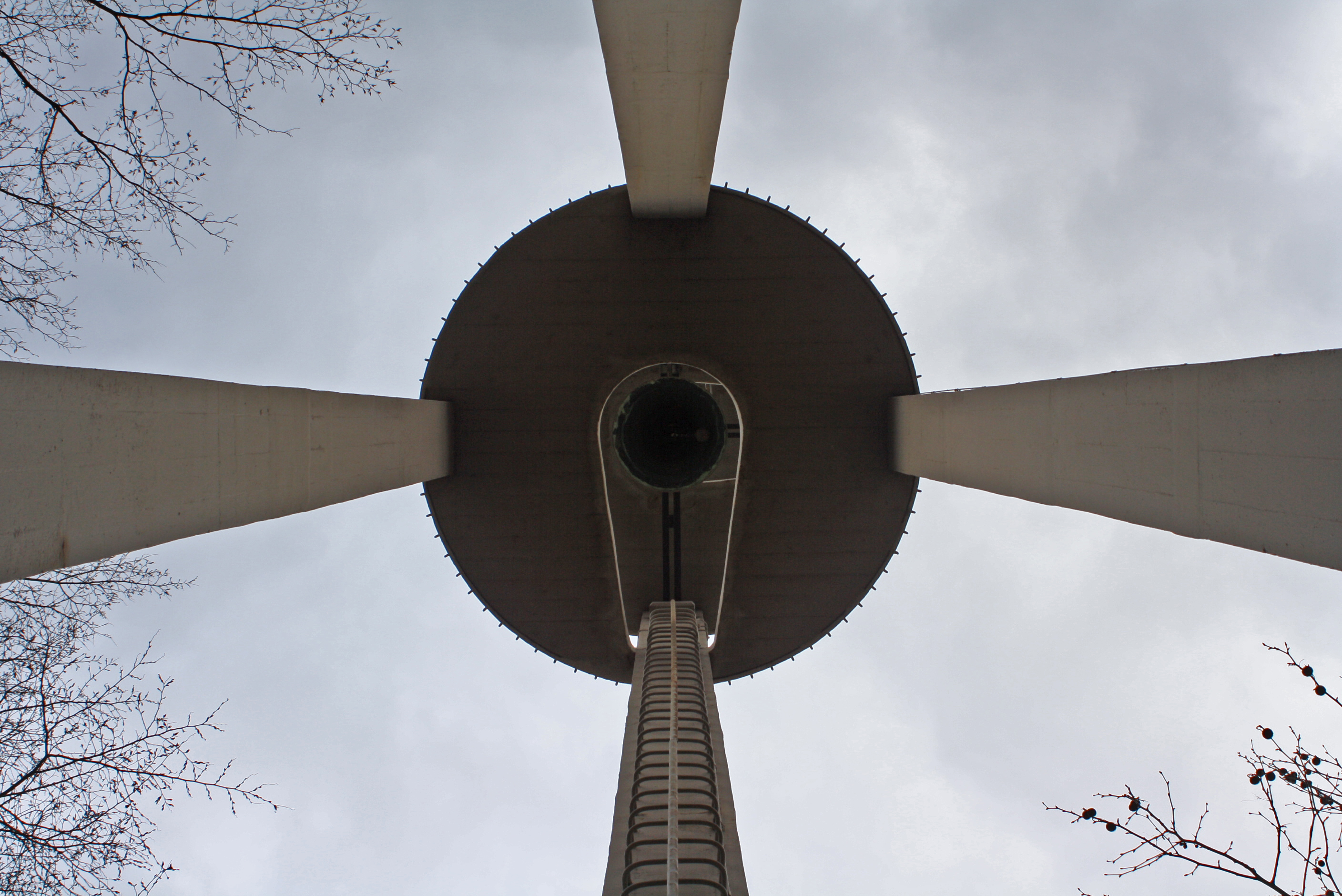
Blick von unterhalb des Glockenturms nach oben (Foto: 2011)

Der 25 Meter hohe Glockenturm steht als separater Campanile an der nordöstlichen Gebäudeseite; er ist ein auf die Funktion beschränktes „Glockengestell“ aus vier Betonstelen, die zentriert von fünf Betonscheiben zusammengehalten werden. Diese dienen auch als Aufhängung bzw. Geschosse für die vier Glocken.
Eingangsportale befinden sich diagonal sowohl an der nordöstlichen Seite als auch südwestlich an der Taufkapelle.
Im Innenraum öffnet sich ein weitestgehend ungegliederter, langgezogener Kirchensaal, der geradlinig auf den erhöhten Altar zuläuft. Ursprünglich vorgesehene Nischen für die Beichtstühle auf der Westseite wurden ebenso wie die Krypta entwurfsgemäß umgesetzt, jedoch später mangels Nutzung (Beichtkapelle im Anbau) vermauert. Symmetrisch rechts und links vom Altar angelegte Stufen führen in die Krypta, die ursprünglich als Andachtskapelle gedacht war und inzwischen als Gedenkort für die Weltkriegstoten dient. Das Chorpodest an der Rückwand reicht von Wand zu Wand.
Die ursprüngliche Wandgestaltung basierte auf dem Raumgedanken eines „Zeltes Gottes“ (Offb 21,3 ). Die verputzten Gefache zwischen den Betonständern waren hellblau, Ständer und die gezackte Decke („Zeltbahnen“) weiß. Die hellen Fenster waren ohne sichtbare Rahmung, da sie direkt in die Decke bzw. das Dach übergingen. Rudolf Schwarz dachte hierbei auch an „einen blauen Himmel mit großen weißen, von der Sonne beschienenen Wolken“.
Die gegenwärtige Fassung ist vom Farbeindruck her umgekehrt: die farbigen Fenster Meistermanns machten eine Umrandung notwendig, nicht nur an den Betonträgern, sondern auch zur Decke hin. Deshalb wurden die tragenden Stützen nun farbig gefasst, die Gefache dazwischen hingegen hell. Die Decke erhielt am Rand einen dunkler abgesetzten Streifen. Der visuelle Eindruck ist nun so, dass die Decke nicht auf den Fenstern, sondern auf den dunkleren Stützen „aufliegt“.

## Ausstattung
Die Ausstattung von St. Joseph besteht aus Stücken unterschiedlicher Epochen: Einige Elemente stammen noch aus der alten, zerstörten Kirche und wurden umgenutzt, darunter die Tabernakeltüren, die inzwischen den Tresor in der Sakristei verschließen. Der Taufbeckendeckel von Hans Hoffmann wurde 1935 erschaffen, und zwei Skulpturen des Heiligen Josef und Don Bosco stammen aus den 1940er Jahren.

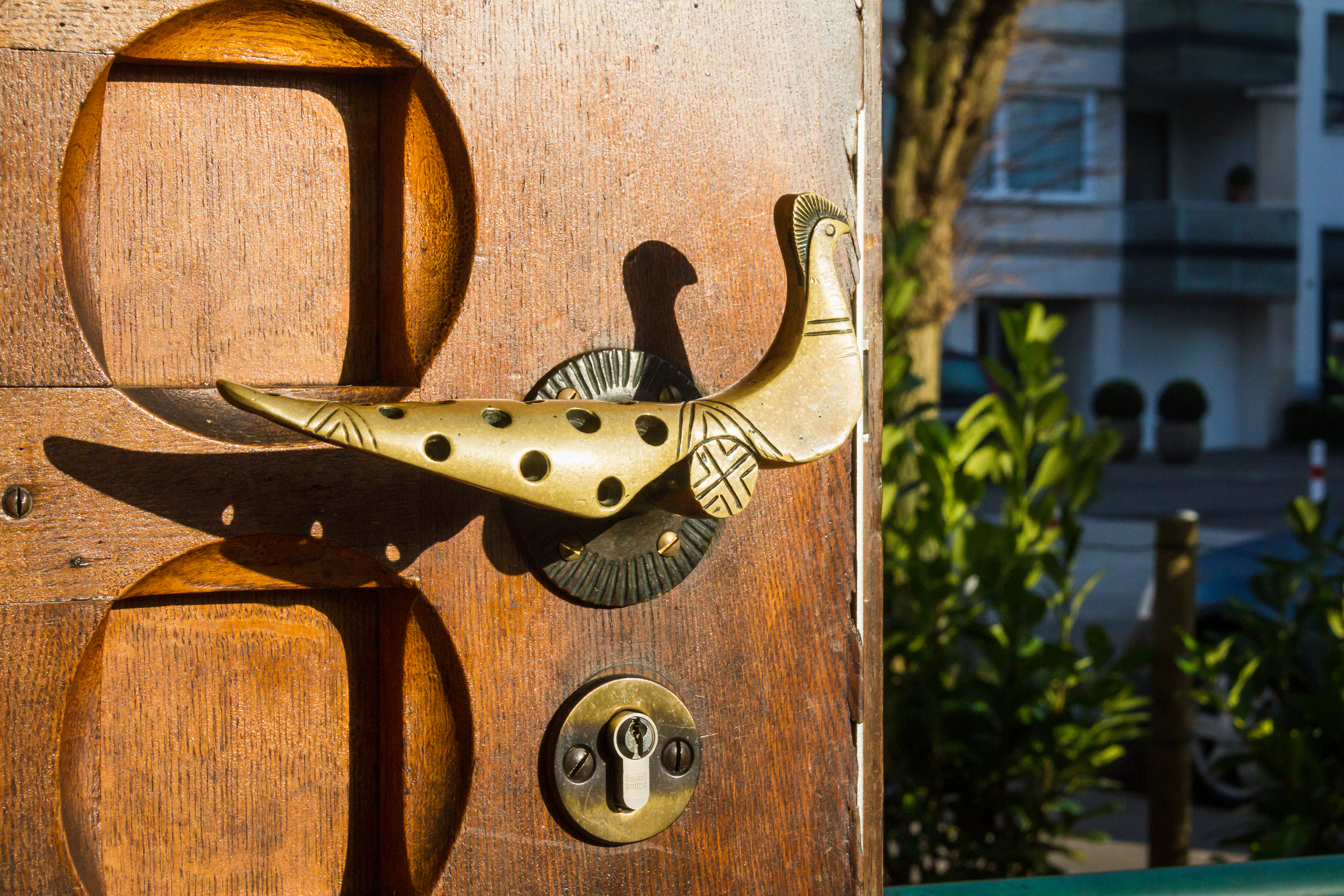
Ewald Mataré schuf die Türgriffe (Foto: 2012)

Die meisten Stücke stammen jedoch unmittelbar aus der Bauzeit der Kirche und gehen zum Teil auf Entwürfe der Architekten zurück. Dazu gehören der Altartisch und der Taufstein, ausgeführt von Paul Nagel. Kurt Zimmermann schuf 1954 eine Muttergottesfigur aus Stein. Das Tabernakel ist eine Arbeit der Goldschmiedin Elisabeth Treskow; es wurde nach der Liturgiereform aus dem Zentrum des Altars zur Seite auf eine Stele von Heribert Calleen gesetzt. Dieser schuf 1974 auch den neuen Ambo mit Motiven der Todesstunde Christi nach Matthäus (Mt 27,51 ) – etwa den „zerrissenen Vorhang“ – außerdem den Osterleuchter sowie 1978 das neue Altarkreuz.
Die Meistermann-Fenster von 1967/1968 sind innen bündig mit der Wand auf die alten Fenster aufgesetzt worden. Sie zeigen farbige Wellenformen vor weißem Hintergrund, die die Bewegung des Daches und der Fensterformen aufgreifen.
Die zweimanualige Orgel mit 23 Registern wurde 1956 durch Romanus Seifert & Sohn erstellt; ihr Prospekt mit den – ungewöhnlich – freistehenden Pfeifen passt sehr gut zur Architektur und wurde deshalb bei der 2001er Renovierung der Kirche nicht ausgetauscht, sondern ebenfalls sorgfältig restauriert.
Das vierstimmige Geläut aus der Glockengießerei Petit & Gebr. Edelbrock setzt sich aus drei für den Neubau 1954 gegossenen Glocken sowie einer älteren Glocke von 1934 zusammen. Die Schlagtöne sind a1–c2–d2–f2.